# Hyperhidrose
 Mise en garde médicale
L'hyperhidrose est le terme médical désignant une sudation excessive, bénigne du point de vue fonctionnel, mais socialement très handicapante. Elle touche 0,6 à 1% (voire 3 % selon les sources) de la population (enfants et adultes), et a presque toujours des conséquences physiques, psychologiques et sociales négatives (voir la partie sur l'impact social, psychologique et professionnel) : elle est ainsi responsable de plus de ¼ des cas de phobie sociale, de difficultés professionnelles (20 % des personnes concernées disent n'avoir pu suivre la carrière qu'ils désiraient, et 50% sont sujettes à des dépressions). Elle est parfois présentée comme un « handicap silencieux » (The Silent Handicap en anglais ou Det Tysta Handikappet en suédois).
Il en existe deux types : 
1. l'hyperhidrose primaire (d'origine génétique, localisée à quelques parties du corps) ;
2. l'hyperhidrose secondaire (due à d'autres pathologies, à des addictions, des toxiques ou médicaments, et qui peut concerner tout ou une partie du corps).

En cas d'activité physique intense, la peau humaine peut, normalement, produire jusqu’à 1,5 litre de sueur par heure (dans ce cas enrichie en acide lactique).

## Définition, classification et causes
Étymologiquement, le mot hyperhidrose (du grec ἱδρώς qui signifie « sueur ») désigne les cas où la production de sueur dépasse les quantités nécessaires à la thermorégulation. Les régions anatomiques les plus souvent concernées sont les mains, les aisselles, les pieds et le visage.
La médecine reconnait deux principaux types d'hyperhidrose : l'hyperhidrose localisée primaire, et l'hyperhidrose secondaire (laquelle peut être généralisée ou localisée et régionale).

### Hyperhidrose primaire
L'hyperhidrose primaire est définie par une transpiration excessive sur une durée de plus de 6 mois, non causée par un excès de chaleur ou d'activité physique. Elle apparait le plus souvent au moment de l'entrée dans l'adolescence (la plupart du temps dès la naissance selon d'autres auteurs), avec des crises de sudation au minimum hebdomadaires et avec des zones touchées presque toujours symétriques (elle peut donc être palmaire, plantaire ou cranio-faciale),.
On parle d'« hyperhidrose primaire localisée » ou « focalisée » (focal hyperhidrosis en anglais) quand, contrairement à l'hyperhidrose secondaire, elle n'est pas généralisée à tout le corps mais uniquement présente sur certaines parties du corps ; on parle d'hyperhidrose « essentielle » ou « idiopathique » quand aucune cause n'est retrouvée.

#### Causes de l'hyperhidrose primaire
L'origine de l'hyperhidrose primaire est presque toujours génétique (elle s'exprime souvent sous des formes familiales).
En février 2006, une étude réalisée par des chercheurs japonais de l'Université de Saga et publiée par l’American Journal of Medical Genetics a montré que le gène responsable de l'hyperhidrose palmaire primaire était probablement situé au niveau du locus 14q11.2‐q13 (c'est-à-dire sur le bras long du chromosome 14, entre les locus q11.2 et q13). L'hyperhidrose est alors dite à transmission autosomique dominante, c'est-à-dire que le gène muté responsable de celle-ci est présent sur un chromosome non sexuel et que la présence d'un seul allèle atteint sur deux est suffisant pour que la maladie s'exprime.
Dans le système nerveux, les centres qui commandent de manière centrale la sudation semblent situés dans la Medulla oblongata (dans le cerveau), et dans la Columna lateralis de la moelle épinière. Chez les personnes souffrant d’hyperhidrose primaire, ils surréagissent aux stimuli émotionnels.

### Hyperhidrose secondaire
L'hyperhidrose secondaire est, quant à elle, soit généralisée (elle touche toutes les parties du corps) soit localisée et régionale et  alors le plus souvent asymétrique (contrairement à l'hyperhidrose primaire).
L’hyperhidrose généralisée idiopathique est rare ; le plus souvent, elle révèle une infection chronique, une maladie métabolique ou un lymphome, ce pourquoi, un bilan clinique complet et des examens complémentaires orientés doivent être faits afin de poser le bon diagnostic. Certaines hyperhydroses sont liées à une forte anxiété.

#### Causes de l'hyperhidrose secondaire
Sauf pour la grossesse, la ménopause et l'obésité, ce type d'hyperhydrose est du à des facteurs externes : le plus souvent des infections (avec fièvre en général, choc septiques parfois), mais d'autres maladies ou contextes peuvent être en cause (suées froides pouvant avoir diverses origines, telles qu'un hyperpituitarisme, une hyperthyréose, une hypotension, un stress intense, une néoplasie intrathoracique ou un trauma de la moelle épinière),. « Les états qui se manifestent par un afflux accru de catécholamine, tels que l’état de choc, l’hypoglycémie et le phéochromocytome, conduisent également à l’hyperhydrose », de même que certaines maladies neurologiques (ex : maladie de Parkinson, sclérose en plaques et certains accidents vasculaires cérébraux avec alors une hypersudation localisée au côté paralysé s'il y a paralysie), ou encore en cas de syndrome du canal carpien.
Elle peut aussi être déclenchée ou favorisée par une intoxication à certains produits, ou, au contraire, un sevrage à d'autres (alcool, héroïne…), une anxiété, une obésité.
Elle peut être associée à certaines affections endocriniennes : diabète sucré, hyperthyroïdie, syndrome carcinoïde, phéochromocytome, acromégalie… Certains lymphomes ou leucémies peuvent se manifester ainsi.
Elle est parfois, transitoirement, induite par une épilation laser,,,,.
Les glandes sudoripares, qui sécrètent la sueur, semblent être en nombre normal mais produisant un volume plus important de liquides.

## Localisations et quantification

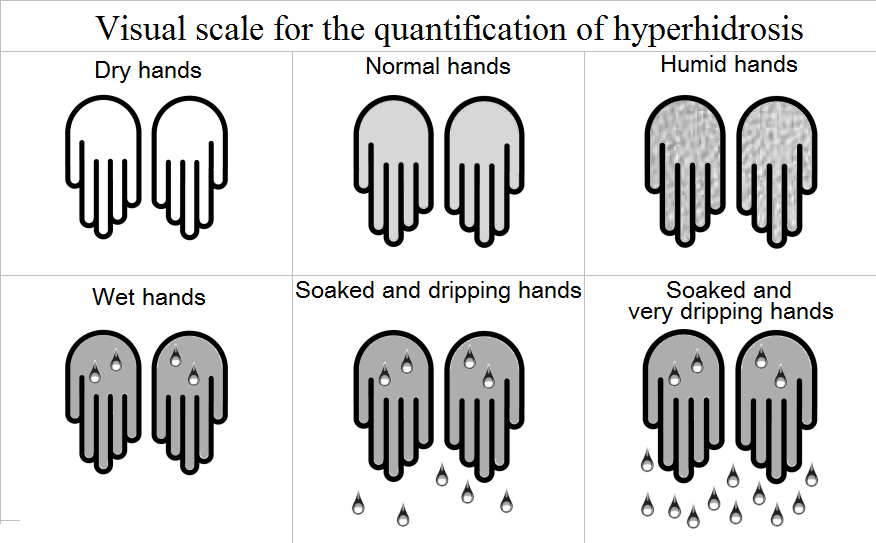
Schémas quantifiant l'hyperhidrose palmaire.
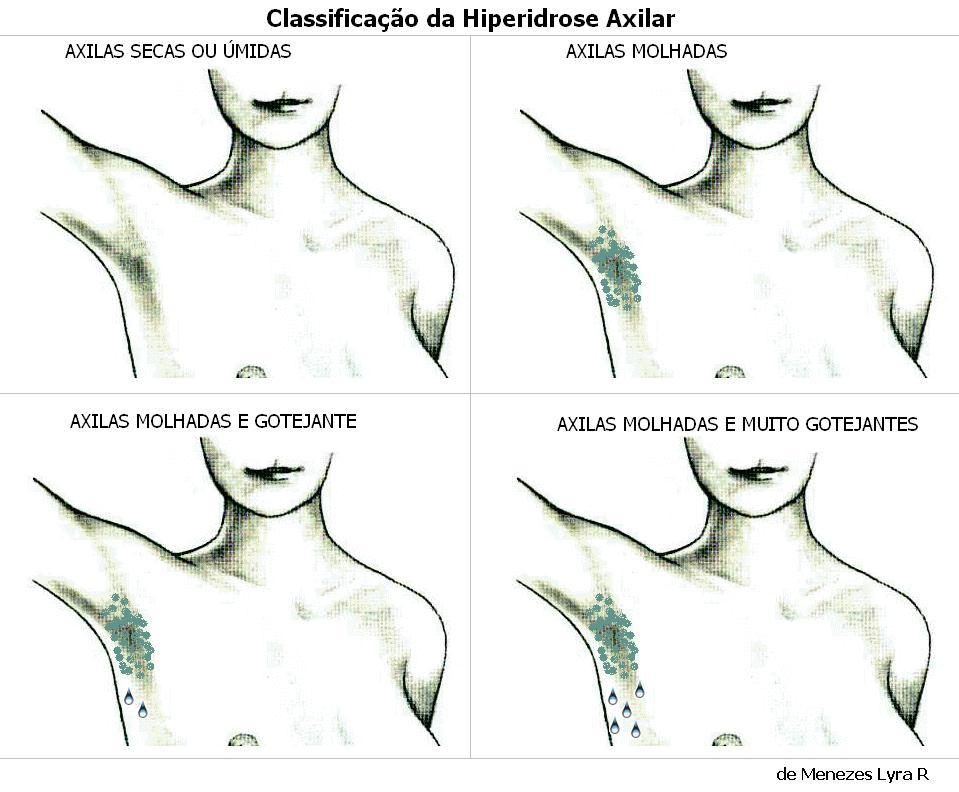
Schémas quantifiant l'hyperhidrose axillaire.

## Répartition dans le monde
De 178 à 220 millions de personnes seraient touchées dans le monde (soit 1 à 3 % de la population générale),.
Ce symptôme toucherait environ 3 % de la population aux États-Unis, de 1 à 3 % en Allemagne, mais seulement environ 1 % au Royaume-Uni et près de 5,5 % au Brésil (étude menée sur des étudiants en médecine et qui peut être reliée à la température équatoriale du pays). Selon certaines études, les populations d'Asie du Sud-Est seraient plus touchées par l'hyperhidrose que les autres. Faute d'études sur sa prévalence en France, elle est estimée toucher environ 3% de la population.
L'hyperhidrose est plus rare chez la personne âgée.

## Infections secondaires
Une transpiration constante et très abondante modifie le microbiote cutané et peut favoriser le développement de certaines bactéries du genre Corynebacterium spp., en particulier Corynebacterium flavescens. On parle alors de « trichobactériose palmellina » (ou Trichobacteriosis palmellinae, aussi dénommée « trichomycose axillaire ») qui est une colonisation de l'épiderme et des poils des aisselles. Ce phénomène peut aussi toucher les poils pubiens et périanaux, et très rarement les cheveux du cuir chevelu.
Au niveau des aisselles, l’hyperhidrose dite axillaire peut alors conduire à la production d'une odeur forte « (bromhidrose »), liée à la décomposition de la sueur (inodore au moment de sa synthèse) par la bactérie Corynebacterium tenuis à la surface de la peau. Cette décomposition et celle des phéromones humaines issue des androgènes de la sueur expliquent l’odeur axillaire acidulée et rance qui peut ici être plus forte que celle perçue dans les centres de remise en forme et d'autres lieux de pratique sportive.

## Impact social, psychologique, professionnel et vie courante
Des effets délétères sur les relations sociales, les activités de la vie quotidienne et certaines activités professionnelles ont été mis en évidence ; ils conduisent à une moindre qualité de vie pour les patients atteints,,.

### Conséquences sur les relations sociales
L'hyperhidrose est responsable de plus de ¼ des cas de phobie sociale (aussi nommé anxiété sociale, elle correspond à une timidité exagérée, gênante et handicapante). En effet, la sueur excessive étant vécue de manière gênante, cela provoque de l'anxiété qui elle-même est responsable d'une augmentation de la sudation en enclenchant ainsi un cercle vicieux. L'hyperhidrose touche ainsi entre 25 % et 32 % des personnes atteintes de phobie sociale.
Les patients atteints d'hyperhidrose palmaire éprouvent souvent une forme d'anxiété lorsqu'elles doivent serrer la main d'autres personnes (en effet, leurs mains sont souvent humides ou mouillées). Dans certains cas, certaines personnes refusent même de serrer la main de la personne en face, par peur de la réaction de celle-ci. Cela peut ainsi être responsable d'une forme de stigmatisation ou de discrimination envers les personnes atteintes de cette pathologie.
L'hyperhidrose palmaire entraîne souvent des difficultés dans la réalisation d'activités sportives ou musicales (par exemple, jouer d'un instrument devient bien plus compliqué).

### Conséquences sur les relations intimes
Plus de la moitié (environ 59 %) des patients atteints d'hyperhidrose rapporte que cette pathologie a affecté considérablement leurs possibilités de développer des relations sentimentales ou intimes.
D'après cette même étude, environ 34 % rapporte que l'hyperhidrose a affecté leur activité et leur vie sexuelle.

### Conséquences sur la santé mentale
Presque la totalité des patients atteints d'hyperhidrose (environ 90 % d'entre-eux) rapportent que cette pathologie affecte leur état émotionnel dans leur vie quotidienne.
L'hyperhidrose augmente les risques de dépressions (presque la moitié des malades sont déprimés) et le manque de confiance (jusqu'à 71 % d'entre eux). Les personnes atteintes d'hyperhidrose axillaire semblent plus touchées par la dépression que celles atteintes d'hyperhidrose palmaire.

### Conséquences sur la vie professionnelle
L'hyperhidrose sévère est handicapante tant pour la vie sociale que professionnelle ; ainsi, 48 % des personnes concernées se disent très dérangés dans le cadre professionnel, et 20 % n'ont pu suivre la carrière qu'ils désiraient en raison de celle-ci. L'hyperhidrose empêche d'utiliser des objets numériques tactiles, est incompatible avec le port de certaines chaussures (militaires...) et cause des difficultés de préhension de l'armement (pour les cas palmo-plantaire). De plus, une sueur très abondante peut dégrader les objets bureautique tels que souris et clavier.
La difficulté de serrer des mains handicape fortement lors des entretiens, car il est impossible de s'essuyer les mains sur les costumes, leur matière n'étant pas très absorbante à contrario des jeans et t-shirts. L'examinateur peut aussi considérer à tort que la personne est très stressée ou qu'elle cache quelque chose. De plus, mettre les mains sur ses genoux durant l'entretien est mal vu, mais les mettre sur la table laissera à la sortie une trace/flaque d'eau, selon le stade de la maladie.

### Conséquences sur la vie courante
Des actions normalement banales deviennent un calvaire pour les personnes sévèrement atteintes : ouvrir une bouteille d'eau, tourner une poignée de porte ronde, mettre des bottes ou des gants de caoutchouc ou de jardinage (la sueur s'accumule dans les gants et s'écoule le long des bras). Il leur est très difficile voire impossible d’utiliser un écran tactile ou le capteur d'empreinte digitale du téléphone, les consoles de jeux, les souris d'ordinateur dysfonctionnent, etc.
Trouver un/une conjoint(e) à qui l'on peut simplement tenir la main, ou que l'on peut prendre dans ses bras sans le détremper (lors de danse ou simple étreinte). L'isolement social est réel et mal vécu.
Le fait de changer de chaussettes plusieurs fois par jour, surtout en été pour éviter des cloques d'eau, des brûlures et la peau qui s'arrache est également handicapant. Mais rester pied nu est dangereux même chez soi, principalement sur les sols carrelés qui causent de nombreuses chutes et blessures. Pour la demande de passeport et de carte d'identité, si l'empreinte est prise via de l'encre, il est impossible de la réaliser. Et par moyen de scan, elle est possible mais il faut réitérer de nombreuses fois avant que cela fonctionne, ce qui augmente la gêne de la personne.
De nombreux sports et même la conduite sont compliqués ou impossibles (ou alors avec des gants, de type intérieur en cuir et le reste en néoprène, pour une bonne préhension et un bon séchage).
À ceci s'ajoute le regard et le dégoût des gens, souvent mal informés sur la maladie et la sudation en général.

## Traitements existants
De manière générale, il convient de porter des vêtements larges faits avec des tissus aux propriétés absorbantes, et d'éviter les plats épicés, les excitants, l'alcool et les situations stressantes.
Il existe des recommandations publiées par le National Institute for Health and Care Excellence (Grande-Bretagne) mise à jour en 2013, et des traitements adaptés à la localisation de la transpiration excessive.
Le consensus médical veut que l'on commence par le traitement le moins agressif, pour passer au suivant si le premier n'est pas assez efficace.
Certains médicaments, à effet anticholinergique sont efficaces mais avec des effets secondaires importants : oxybutynine, glycopyrrolate ou méthanthéline.
Pour le traitement des aisselles :
- en première intention, les traitements locaux antitranspirants à base de sels d'aluminium hexahydratés en solution alcoolique, sont en général suffisants pour régler les problèmes les plus communs[3]. ces sels sont absorbés par les cellules des canaux sudoripares qui se gonflent par effet osmotique, bouchant ces derniers[10] ;
- si c'est insuffisant, il est possible de traiter ce symptôme avec des injections de toxine botulique[3], qui nécessitent une anesthésie locale. Ce produit (paralysant des muscles squelettiques) inhibe la sécrétion d'acétylcholine responsable de la stimulation des glandes sudoripares au niveau de la terminaison nerveuse. Les résultats sont bons, sans effets secondaires notables[31]. L'injection peut agir jusqu'à neuf mois[32]. En France, elle peut être remboursée si elle est réalisée en Centre hospitalier universitaire[33] ;
- une autre solution consiste à utiliser des protections axillaires qui seront collées sur la peau ou sur les vêtements. Il ne s'agit pas dans ce cas de traiter la transpiration excessive, mais de prévenir une partie des effets indésirables ;
- un autre moyen de réduire la transpiration (et son odeur) sous les aisselle est basé sur la diffusion de micro ondes[34].

Pour les mains et pieds :
- il est parfois proposé un traitement détranspirant à base de chlorure d'aluminium relativement efficace ;
- un traitement souvent proposé par les dermatologues pour l'hypersudation des pieds est à base d'acide borique, soit sous forme de poudre (de couleur blanche) à saupoudrer sur la semelle, soit sous forme de semelle qui diffuse à la chaleur du pied l'acide borique ;
- c'est dans ces localisations que la iontophorèse donne ses meilleurs résultats[3],[35]. Cette technique consiste à plonger une extrémité (main ou pied) dans un bac d'eau et de faire passer un courant électrique d'intensité très modérée. le mode d'action n'est cependant pas clair. il existe des systèmes permettant d'utiliser cette technique à domicile avec une amélioration chez 85 % des patients traités[36]. Des essais, portant sur un très petit nombre de patients ont été faits en rajoutant une toxine botulique à l'eau du bain avec des résultats positifs[37] ; 
L'ionophorèse est contre-indiquée chez les porteurs d'un pace-maker, d'un dispositifs intra-utérins contenant du métal, de clous-plaques de surface importants, et en situation d'anesthésie cutanée (impossibilité de sentir une nécrose débutante), ainsi que, par précaution, chez la femme enceinte. Selon la thèse de médecine de[Qui ?] : 3 à 6 séances par semaine sont nécessaires, avec de « premiers résultats vers la 9ème ou la l2ème séance. Non définitifs, ils impliquent un traitement d'entretien d'une à deux séances par mois. Quelques améliorations définitives s'expliquent par une composante psychique prédominante ». En France, pratiquées chez des professionnels de santé (kinésithérapeutes et dermatologues), elle est remboursée par la sécurité sociale et les mutuelles complémentaires. L'achat de l'appareil ou sa location ne l'est cependant pas.
- en cas d'échec, les injections de toxine botulique peuvent être essayées, bien que cette pratique soit en France hors AMM (non remboursée) et douloureuse[3] ; elles doivent dans ce cas être effectuées sous la responsabilité du médecin, qui la pratique en milieu hospitalier et sous anesthésie générale ou loco-régionale.

Dans les cas les plus résistants et les plus désespérés, avant de recourir à la chirurgie, les radiologues interventionnels proposent la sympatholyse chimique. Pour les membres supérieurs cette technique consiste à placer une aiguille au contact de la troisième vertèbre dorsale à droite et à gauche. Et à injecter un produit neurolytique (alcool ou phénol) ; même technique pour les membres inférieurs, cette fois au niveau de la 2e et de la 4e vertèbre lombaire. Les effets secondaires possibles (moins fréquents que dans la chirurgie) sont le syndrome de Claude Bernard-Horner et l'hypersudation compensatrice.
En dernier lieu le recours à la chirurgie est envisageable. On pratique une sympathectomie, c'est-à-dire la section des fibres sympathiques qui contrôlent la transpiration au niveau de la zone considérée. Cette technique se fait par voie endoscopique, par ouverture de la plèvre, le lieu de la section dépendant de la zone que l'on veut traiter. Cette opération donne de bons résultats immédiats qui sont définitifs. Elle est malheureusement accompagnée d'effets secondaires dans plus de 70 % des cas. Parmi ces effets secondaires le plus fréquent est l'hyperhidrose compensatrice (jusqu'à 85 % des cas), qui peut être grave, plus invalidante que la localisation d'origine (soit ventre, dos, pubis, fesse, visage, genou) et irréversible.
Le laser ne semble pas efficace.

### Critiques des traitements existants
- Les traitements chirurgicaux (la sympathectomie notamment) sont souvent suivis d'une hyperhidrose compensatrice, c'est-à-dire d'une transpiration excessive qui se manifeste sur une autre zone du corps que celle qui a été traitée, et qui peut être invalidante, parfois même plus invalidante que l'hyperhidrose primaire. En réponse à l'intervention, pour des raisons mal comprises, le corps peut en effet compenser la sudation qui a cessé (par exemple sur les mains ou les pieds) en augmentant la transpiration dans d'autres zones (par exemple sur le dos, le ventre, les plis du corps). L'hyperhidrose compensatrice peut alors, à son tour, faire l'objet de traitements médicaux et chirurgicaux, semblables à ceux traitant l'hyperhidrose primaire.
- La technologie par la société Miradry, bien que proposée par de nombreux professionnels de santé en France, a un intérêt limité dans le traitement de l'hyperhidrose axillaire. Des effets secondaires rares mais graves existent et sont rapportés dans la littérature : paralysie des membres supérieurs et du plexus brachial[43]. Cinq cas sont rapportés dans la littérature, aucun n'ayant totalement récupéré avant qu'ils ne soient perdus de vue, plusieurs mois après l'intervention[44].

## Reconnaissance de la maladie
L'International Hyperhidrosis Society ou IHHS (Société Internationale de l'Hyperhidrose) est une ONG indépendante et sans but lucratif basée aux États-Unis, à Charleston, et consacrée à la lutte contre l'hyperhidrose. Elle a été fondée en 2003 notamment par David Pariser, aussi président de l'Académie américaine de dermatologie,,.
Aux États-Unis, un patient prouvant que l'hyperhidrose affecte sa vie quotidienne et professionnelle peut être reconnu comme handicapé par la Sécurité sociale américaine.